# Fondarjo
Fondarjo (tadż. Фондарё) – rzeka w Tadżykistanie, w wilajecie sogdyjskim, lewy dopływ Zarafszanu. Powstaje w wyniku połączenia rzek Jagnob i Iskandardarjo. Ma długość 24 km, powierzchnia jej dorzecza obejmuje 3230 km², a jej średni przepływ wynosi 62,6 m³/s. Rzeka zasilana jest przez śnieg i lodowce. Wzdłuż rzeki biegnie droga między Duszanbe a Taszkentem.